# ドラえもんのひみつ道具 (かま-かん)
ドラえもんのひみつ道具 (かま-かん) では、藤子・F・不二雄の漫画『ドラえもん』、『大長編ドラえもん』(VOL.1〜17)、藤子・F・不二雄のその他の著作に登場するひみつ道具のうち、読みが「かま」で始まるものから「かん」で始まるものまでを列挙する。

## 神さまごっこ
神さまごっこ（かみさまごっこ）は、「神さまごっこ」（てんとう虫コミックス36巻に収録）に登場する。
頭に乗せる天使のような輪と、首から紐でさげる賽銭箱のセット。これらを身につけると「神さま」として、他の人の願いを叶えることができる。願いを叶えたい人が賽銭箱にお金を入れて願い事を言うと、頭の輪が光り始め、すかさず神さま役の者が「かなえてつかわす」と言うと、偶然の出来事などによりその願い事が叶う（どら焼きが食べたい→偶然にも近所の人がどら焼きをおすそ分けしてくれるなど）。
叶えられる願い事は個人的なささやかなことに限られ、「総理大臣になりたい」「百万円欲しい」などといった突拍子もない願いでは輪が光らず、願いを叶えることはできない（ちなみに現金関連では、10円の賽銭で100円手に入れる願いが叶っている）。また賽銭が少ない場合は、願いの叶い方もそれなりになる。たとえば作中では、しずかがアイドルタレントに会いたいと願ったところ、そのタレントがしずかの家のそばを通ったときにトイレを我慢できなくなり、トイレを借りにやって来るという、いささか品のないもの（但し、10円程度の寄附なのでやむを得なかったものの、お礼にサインをくれた）だった。

## 神さまセット
神さまセット（かみさまセット）は、「のび太神さまになる」（てんとう虫コミックス39巻に収録）に登場する。
神さまのように人々にお告げを下したり制裁を与えたりする道具のセット。セット内容は以下の通り。
神さまプール
直径目測1メートルほどの平べったい機械に水がたまっており、水面を通じ、上空から見た景色をどこでも見られる。水面はどこでもドアのように見ている場所と実際に繋がっており、見ている場所の物を手元へ引き寄せることができる。逆に神さま役の者が水面に落ちると、その場所へ落ちてしまう。
神さまマイク
神さまプールに映った人へ、お告げの声を送る。
神さまステッキ
神さまプールで映っている場所へ光を放ったり、制裁のための雷や雨を撃ち出したり、物を手元へ引き寄せたりする。
神さまぼう
神さまステッキ使用時に頭上に乗せる輪。
なお「神さまセット」という名称は、エピソード「のび太神さまになる」の初出（『小学四年生』1983年4月号掲載）時のサブタイトルであり、作中にセット名称は登場しない。

## 神さまロボット
声 - 不明（1981.11）→高戸靖広（2006.10）→清川元夢（2018.1）
神さまロボット（かみさまロボット）は、「神さまロボットに愛の手を!」（てんとう虫コミックス28巻に収録）に登場する。
杖をついた老人の姿をした身長目測1メートルほどのロボット。このロボットが倒れているところを助けると、お礼に3つの願いを叶えてくれる。ロボットであるが、人間の食べ物を食べる事が出来る。旧式なので動力はゼンマイ。また、このロボットの素性を知っている人が、お礼目当てにわざと親切にしても、うまくいかずに変な形で願いを叶えられてしまう（願い事の内容で喧嘩になり、その際の罵言を願い事として叶えられてしまうなど）。願い事は偶発的に叶ったり、魔法で叶えられる等、叶え方が曖昧である。
叶えられた願いは以下の通り
治るのに1週間かかる程の怪我をした指を治す（しずか）
ロボットの案内でのび太の家に着いた直後に雨が降って来た為、庭に干してある洗濯物を取り込んだ。この時、ドラえもんが干してあった「タイムふろしき」がしずかの怪我をした指を包み込み、1週間経って完治した状態になった。
新しい洋服が欲しい（しずか）
ロボットの案内で道を歩いていたら、通った車に水を掛けられた。その車の運転手は洋服屋の御主人であり、そのお詫びとして服を無料で貰った。
漫画10冊が欲しい（ジャイアン）
具体的にどのような形で叶ったかは不明。
ジャイアンとスネ夫をブタにする（ジャイアン＆スネ夫）
前述の願い事で喧嘩し、「ブタになれ（スネ夫）」「お前もブタになれ（ジャイアン）」と言い争いになり、ロボットは「ジャイアンをブタにしろ」「スネ夫もブタにしろ」と解釈してしまった為、2人をブタに変えた。この描写を見ると、複数の人がロボットを助けても、叶えられる願いは「1人につき3つまで」ではなく、「1組につき3つまで」という事になっている。「漫画が欲しい」「ジャイアンをブタにする」「スネ夫をブタにする」という形で願った為、ジャイアン達は元の姿に戻れなくなった。
ブタにされたジャイアンとスネ夫を元の姿に戻す（しずか）
可哀想だと思ったしずかが願った。静香は2つ目の願いを叶え、「3つ目はいつかお願いする」と言って去って行ったが、その後で神様ロボットにお願いをして叶えてくれた事から、神様ロボットが別の人物の願いを叶えている時でも願い事の権利がまだ残っていれば、叶えてくれる模様。

## カミナリ雲
カミナリ雲（カミナリぐも）は、「カミナリになれよう」（てんとう虫コミックス12巻に収録）に登場する。
雷雲を模した道具。電灯のように紐がぶらさがっており、その紐を引くと落雷が発生する。

## かみなりだいこ
かみなりだいこは、「かみなりだいこ」（ぴっかぴかコミックス5巻に収録）に登場する。
この太鼓を専用のバチで叩くと、雷を放つことができる。叩く力加減により、雷の強弱も調節できる。

## カミぬきミラー
カミぬきミラーは、「しずちゃんの心の秘密」（てんとう虫コミックス28巻に収録）に登場する。
手鏡状の道具。鏡面に誰かの顔を写しながら手を鏡面に突っ込むと、写っている相手の背後の虚空からその手が飛び出て、相手に気付かれずに髪の毛を抜き取ることができる。
作中では、「アンケーター」でしずかの心をさぐるにはしずかの髪の毛を入手する必要があるので使用されたが、その他の用途は全く不明。

## かみの工作きりぬく本
かみの工作きりぬく本（かみのこうさくきりぬくほん）は、「紙工作が大あばれ」（てんとう虫コミックス17巻に収録）に登場する。
現代にもある紙工作の本のようで、ページを切り抜いて組み立てることで色々な紙工作を作れるが、実際のもののように動いたり使用できたりする。乗り物を作れば本当に乗れ、動物なら生きているように動き、家電製品などは実際に使用でき、食べ物なら本当に食べることができる。ただし紙でできているので、火気には弱い（その割にはストーブなど、火気が付き物の機具も作っている。『ドラえもんひみつ道具完全大事典』の挿絵ではのび助がライターを作ったが、点火した途端ライター自体が燃え尽き、使ったのび助も全身黒焦げになった）。
中には拳銃、実物大の肉食恐竜、大砲、戦車といった物騒なものもある。

## カムカムキャット
声 - 不明（1980.1）→まるたまり（2006.12）
カムカムキャットは、「ドラえもんとドラミちゃん」（てんとう虫コミックス『ドラえもんプラス』4巻に収録）、「オンボロ旅館をたて直せ」（てんとう虫コミックス32巻に収録）に登場する。
人を招き寄せるための道具。ネコの上半身を象っており、招きたい人の名前を呼んでスイッチを入れると、招き猫のような仕草をして人を招き寄せる。
エピソード「ドラえもんとドラミちゃん」作中ではドラミが使用。偶然の積み重ねを作り出して人を招く状況を作り出すらしく、作中ではしずかをのび太のもとへ招きよせたところ、しずかが偶然にものび太宛の葉書が道に落ちているのを見つけ、のび太のもとへ届けようとした。
エピソード「オンボロ旅館をたて直せ」作中ではドラえもんも使用している。こちらでは招きたい人を直接操っている様子で、また特に名前は呼んでいない（旅館の客寄せに使ったが、家出していた主人の息子まで帰ってきた）。
「ゴーゴードッグ」と対になっている。

## カムカムキャットフード
カムカムキャットフードは、「カムカムキャットフード」（てんとう虫コミックス37巻に収録）に登場する。
瓶に入った飴のようなキャットフード。これをネコに食べさせるとネコが招き猫のような仕草をし、人を招き寄せる。店にネコをおけば、招き猫として客を店に呼び寄せることができる。カムカムキャットと同じ能力をネコに与える道具といえる。ただし、3人の人間を招き寄せるとキャットフードの効力は消える上、瓶にはキャットフード1個しか入っていない（その3人のうち、ドラえもんとのび太の他に招かれたのが、とあるラーメン評論家で、彼の評論により、そのラーメン屋が評判になった）。テレビアニメ第2作第2期では、作中にしずかも登場したため、話の便宜上、4人招き寄せると効力が消えるという設定になっているが2022年9月に放送した時は原作と同じく3人招き寄せると効果が消える設定になっている。

## カメスイマー
カメスイマーは、「ふしぎな海水浴」（てんとう虫コミックススペシャル『ドラえもん カラー作品集』5巻に収録）に登場する。
カメの甲羅を模した水着。これを着ると、カナヅチの人でも簡単に泳ぐことができる。
道具の形状の都合か、着た人の泳ぎ方は亀に似ている。
「カメスイマー」という名称の初出は、テレビアニメ第2作第1期「海水浴へ行こう」（「ふしぎな海水浴」のアニメ化作品。2000年8月18日放送、ビデオソフト未収録）。

## カメレオン気球
カメレオン気球（カメレオンききゅう）は、『ドラえもん のび太のねじ巻き都市冒険記』に登場する。
カメレオンのように保護色によって姿を消すことのできる気球。あくまで姿を消すのは気球自体であり、他の者に見られないようにするには、乗員も「とう明ペンキ」など、他の手段で姿を消す必要がある。
気球だけあって球皮が弱点で、作中では数発の銃弾であっさり墜落した。
なお映画版では登場せず、この道具の役割は「ヤミクモガス」に置き換えられている。

## カメレオン茶
カメレオン茶（カメレオンちゃ）は、「カメレオン茶」（てんとう虫コミックススペシャル『ドラえもん カラー作品集』1巻に収録）に登場する。
このお茶を飲み、身体を物質につけると、身体の色、および材質ともにその物質そのものになる。木になれば水に浮き、コンクリートになれば身体が硬くなるなど、その物質の効果を備えた身体になる。効果は15分続き、その間にほかの物に身体をつけても変わることは出来ない。
なお、劇中でのび太が変身したものは以下の通り。
- のび太の部屋の壁

玉子がおつかいを頼もうとした時に壁になって逃れた。これによってドラえもんが代わりにおつかいに行かされる羽目になった。
- 塀

ジャイアンとスネ夫に追いかけられた時に変身した。
- 木

木なので軽く、水に沈むことはない。川で溺れた子犬を助けた。また、木なので燃えやすいという欠点がある（アニメ）。
- ポスト

おつかい途中のドラえもんから隠れるために不注意で変身した。真っ赤なので動くと目立ち、逆に動かないでいるとポストと間違われて手紙を食べさせられてしまう。
- 空き地の土管

土管に隠れてジャイアンとスネ夫の目を誤魔化したが、のび太がくしゃみをした（アニメではスネ夫がしずかを呼んだ）ことで見つかってしまった。しかし素材がコンクリートなのでジャイアン達のゲンコツもものともせず、二人への仕返しに子泣き爺の如く頭突きの嵐をお見舞いした（原作ではこの場面で終わっているが、アニメではドラえもんが駆け付けたころには時間が切れかけておりそれでものび太は攻撃をやめなかった）。

## カメレオンぼうし
カメレオンぼうしは、『ドラえもん のび太の海底鬼岩城』に登場する。
ヨットハットのような帽子。額のエンブレムを回すと巨大化し、人が中にはいることができる。内部からのボタン操作により、帽子表面が地面そっくりに擬態し、その下に超空間ができて帽子がすっぽり隠れてしまう。内部空間の天井はマジックミラー仕掛けで外が見えるが、外からはただの地面と一切見分けがつかない。
帽子の中の空間内で歩くと、帽子もそれに合せて移動し、それに伴って帽子表面も地表そっくりに変形する。欠点として、垂直方向への移動はできない。

## カラオケキング
カラオケキングは、「雨男はつらいよ」（てんとう虫コミックス34巻に収録）に登場する。
ポータブルのカラオケマシン。自動採点機構が内蔵されている。採点レベルは調整でき、「おせじレベル」に合わせるとジャイアンのような音痴でも連続百点となる。

## カラオケメイツ
カラオケメイツは、「またもジャイアンコンサート」（てんとう虫コミックス38巻に収録）に登場する。
カラオケでバックダンサー役に使用する人間女性型ロボット。どんなリズム音痴にも合せて踊る。

## からだねん土
からだねん土（からだねんど）は、「「からだねん土」でスマートになろう!」（『小学五年生』1981年6月号掲載、『ぼく、ドラえもん。』21号附録冊子に再録。藤子・F・不二雄大全集10巻に収録）に登場する。
大きな円盤状の容器に粘土がたくさん入っており、これを人の体につけると、粘土が肉体の一部となる。脚を長くしたり、体に筋肉をつけたり、顔を整形したりと、さまざまに利用できる。筋肉をつけた場合、筋力がつくかは不明（テレビアニメ第2作第2期では筋力はつかず、本来の元の力しか出せないものの、粘土の厚みで痛みが走らないという利点もあるとされている）。粘土を外せるのは、原作及びテレビアニメ第2作第1期、テレビアニメ第2作第2期の2022年4月2日放送分では本来の持ち主であるドラえもんだけである（2014年11月14日放送分では、後述する「もどし液」を使用しなければドラえもんも粘土を外せないとされている）。
専用スプレー「もどし液」
テレビアニメ第2作第2期「ムキムキからだねん土」（2014年11月14日放送）に登場。からだねん土を使用した状態を解除するための道具。このスプレーをふりかけると「からだねん土」を外せる。

## からだポンプ
からだポンプは、「大男がでたぞ」（てんとう虫コミックス12巻に収録）に登場する。
体の一部分に吸盤を密着し、ポンプ部から空気を送り込むと、その部分が大きくなる。吸盤を外せば元の大きさまでしぼむ。
テレビアニメ第2作2期では、空気で膨らませていることから外見通りの衝撃を与える事はできないとされている（原作漫画ではそのような描写はない）。

## 空手ドリンク
空手ドリンク（からてドリンク）は、「空手ドリンク」（藤子・F・不二雄大全集9巻）に登場する。
飲み薬の一種。これを飲むと体が鉄のように頑丈になる。どんな衝撃を受けてもびくともせず、素手で空き地の土管を粉々に砕くこともできる。効力は1日も経たないうちに消える。似た効能の道具に、「がんじょう」があるが、そちらよりは効き目は長め。なお、今までにひみつ道具に関する事典での記載がない。

## ガリバートンネル
ガリバートンネルは、「ゆめの町、ノビタランド」（てんとう虫コミックス3巻に収録）、「ミニカー教習所」（同14巻に収録）、「天上うらの宇宙戦争」（同19巻に収録）、「ミニハウスでさわやかな夏」（同21巻に収録）、「のび太救出決死探検隊」（同22巻に収録）、「さか道レバー」（同35巻に収録）に登場する。『ガリヴァー旅行記#旅行記の内容』のリリパット国での逸話から来ている。
一方の口が大きく、一方の口が狭いトンネルの形をした道具。大きい口から小さい口に向かって進むと人体やそれに付随している物（洋服など）が小さくなる。また、小さくなった状態で大きな口から小さな口に進むとさらに小さくなってしまう。この場合、小さくなった人間は風に吹き飛ばされる危険がある。しばしばスモールライトの代わりとして使われる。スモールライトと違い、こちらは効果の持続時間に関しての描写はない。
『のび太の新魔界大冒険』では、元から小さいものをトンネルの小さい口から入れると、巨大化して大きい口から出てくるとされている。
エピソード「ミニハウスでさわやかな夏」によれば、未来の世界では資源節約のため、人々が時折小さくなって「ミニハウス」に住むために使用されているという。
『キテレツ大百科』では類似した道具「縮小門」が登場する。
ガリバートンネルマークII
映画『ドラえもん のび太のひみつ道具博物館』に登場する。通常のガリバートンネルより長く、対象も通常より小さくなる。

## かるがるつりざお
かるがるつりざおは、「かるがるつりざお」（てんとう虫コミックス38巻に収録）に登場する。
釣り竿の糸の先に吸盤が付いており、この吸盤を物に貼り付けて釣竿でぶら下げると、どんな重い物でもかるがると持ち運ぶことができる。吸盤を自分の背中につければ、自分の体を空中に浮かべることもできる。

## かるがる手袋
かるがる手袋（かるがるてぶくろ）は、『ドラえもん のび太と鉄人兵団』に登場する。
この手袋をはめると、どんな重いものでも軽々と運ぶことができる。

## かるがるもちはこび用紙
かるがるもちはこび用紙（かるがるもちはこびようし）は、「ポスターになったのび太」（てんとう虫コミックス33巻に収録）に登場する。
目測2メートルほどの紙。この紙目掛けて物を放り込むと、紙の中に吸い込まれて絵のようになる。重さも紙同然になる上、物をいくつでも入れられるため、重い物やたくさんの物でも紙のようにかるがると持ち運べる。紙をポンと叩くと、中の物を取り出すことができる。人間の出入りも可能。ただし、中に物や人が入った状態で紙をクシャクシャに丸めると、中の物や人にもしわができてしまう。

## カワイソメダル
カワイソメダルは、「カワイソメダル」（ぴっかぴかコミックス12巻に収録）に登場する。
ハート型のメダルで、これを人や動物につけると、それを見た周囲の人や動物は、付けた者を可哀そうでたまらなくなる。

## かわり絵ミラー
かわり絵ミラー（かわりえミラー）は、「かわり絵ミラー」（藤子・F・不二雄大全集7巻に収録）に登場する。
このミラーに他の人をうつしながら、ミラーにつながっているスプレーを自分に吹きかけると、見る角度を90度変えるたびに自分の姿がミラーにうつした人に見えるようになる（レンチキュラーのようなもの）。

## 感覚モニター
感覚モニター（かんかくモニター）は、「感覚モニター」（てんとう虫コミックス37巻に収録）に登場する。
頭に乗せる「感覚モニター」と、数ミリメートルほどの「感覚送信アンテナ」のセット。アンテナを他の人につけておき、モニターを自分の頭に乗せると、アンテナを付けた人が五感で感じたことが、モニターを使用している者にも伝わる。アンテナは12個あり、モニターの12個のボタンを切り替えることで、全12人の世界を覗くことができる。

## 環境スクリーンとプロジェクター
環境スクリーンとプロジェクター（かんきょうスクリーンとプロジェクター）は、「環境スクリーンで勉強バリバリ」（てんとう虫コミックス40巻に収録）に登場する。
現在の環境ビデオの22世紀版とされる道具。世界中の現在の景色を大きなスクリーンに投影することができる。

## カンゲキドリンク
カンゲキドリンクは、「カンゲキドリンク」（てんとう虫コミックス『ドラえもんプラス』6巻に収録）に登場する。
ハート形の容器に入った液状の内服薬。これを飲むと、嬉しさや悲しさといった喜怒哀楽の感情を、通常の何十倍にも感じられるようになる。効果は30分間。
ひみつ道具事典の類において収録が漏れている道具の一つであり、中でも1980年以降の連載作品において収録が漏れている稀有な例である。

## 観光ビジョン
観光ビジョン（かんこうビジョン）は、「サハラ砂漠で勉強はできない」（てんとう虫コミックス16巻に収録）に登場する。
緯度と経度を指定することで、好きな場所の風景を周囲に立体映像として投影する（その場所の音声も伝える）機械。室内にいながらにして観光気分を味わうことができる。指定する場所は、100キロメートル単位の遠方からメートル単位の近隣まで自在で、北極のような遥か遠くから、自宅の庭のようにすぐ近くまで自在に景色を楽しめる。
立体映像だけあって、楽しめるのはあくまで視聴覚のみであり、また室内に広々とした景色を映し出しても、広さはもとの部屋と変わらない。

## かん光旅行まど
かん光旅行まどは、「かん光旅行まど」（ぴっかぴかコミックス15巻に収録）に登場する。
壁掛け式のスクリーンを壁に貼り、専用の操縦機を操作することにより、あたかも乗物を操縦して移動しているかのように、スクリーンに行き先の景色が映し出される。使用時は、前もって行き先のルートを示す地図を操縦機に入れる必要がある。

## かんさつ虫かご
かんさつ虫かご（かんさつむしかご）は、「世界の昆虫を集めよう」（てんとう虫コミックス41巻に収録）に登場する。
専用の「昆虫マーカー」で野外の昆虫を撃っておくと、その昆虫の現在の様子がこの「かんさつ虫かご」の中に、まるで虫かごの中で飼っているように映し出される。昆虫を捕らえたり殺傷したりすることなく、昆虫のそのままの生態を観察することができる。
同様の目的の道具に「動物観察ケース」がある。

## かんしゃく紙
かんしゃく紙（かんしゃくがみ）は、「かんしゃく紙」（てんとう虫コミックス『ドラえもんプラス』5巻に収録）に登場する。
一見するとただの紙だが、強い衝撃を与えると癇癪玉のように破裂する。紙を切ったり破いたりした切れ端だけでも効果がある。

## がんじょう
がんじょうは、「なぐられたってへっちゃらだい」（てんとう虫コミックス『ドラえもんプラス』2巻に収録）、「がんじょうぐすり」（藤子・F・不二雄大全集2巻に収録）に登場する。
錠剤の一種で、これを飲むと体が鉄のように固くなり、バットで殴られても平気で、素手で釘を打ったり石を叩き割ったりもできる。成分はバニラ味コーティング、第1強化剤、第2強化剤で、胃で消化される時体の表面に固い磁力膜が発生し、服用者を包み込む事で膜外からの衝撃から身を守る。効果は10分。
エピソード「なぐられたってへっちゃらだい」の作中に登場するものは試験管に4錠入ったもので、4錠のみという点が物語のキーポイントでもあるのだが、エピソード「がんじょうぐすり」や「ドラえもん大事典」（てんとう虫コミックス11巻に収録）では、大瓶に数十錠が入っている。

## 感情エネルギーボンベ
感情エネルギーボンベ（かんじょうエネルギーボンベ）は、「感情エネルギーボンベ」（てんとう虫コミックス42巻に収録）に登場する。
怒ろうとした人にこの道具のアンテナを向けると、感情をボンベの中に吸い取り、その人は怒りが鎮まる。ただし満タンになると吸い込まない。ボンベにためた感情エネルギーは、電気やガスの代わりとして活用することができる。
似たような性質の道具に「カッカホカホカ」がある。

## かんせいウエーブ
かんせいウェーブは、「かんせいウェーブ」（ぴっかぴかコミックス16巻に収録）に登場する。
やりかけの物にこの道具の電波を浴びせると、ひとりでに物が動き出して完成の状態となる。例えば作りかけの料理に使用すれば、調理器具や食材などがひとりでに動き出し、料理ができあがる。
セリフにも効果があり、言いかけた者に電波を浴びせると、言いかけていた事を最後まで喋る。
ただし、やりかけの物が間違っていた状態で電波を浴びせると、間違った状態で完成する。作中では、のび太がやりかけの宿題に電波を浴びせたが、最初の答えが間違っていたため、残りの答えもすべて間違っていた。

## 完全しゅうせいき
完全しゅうせいき（かんぜんしゅうせいき）は、「完全しゅうせいき」（てんとう虫コミックススペシャル『ドラえもん カラー作品集』4巻に収録）に登場する。
紙に書いた文章や絵を修整する機械。たとえば間違いだらけの宿題は全問正解に、乱文の文章は詩のように美しい文章に、人を描いた絵は実物以上の美男および美女の絵に修整される。

## カンヅメカン
カンヅメカンは、「カンヅメカンでまんがを」（てんとう虫コミックス25巻に収録）、「ジャイ子の新作まんが」（てんとう虫コミックス44巻に収録）に登場する。
よく1か所に閉じこもって仕事をすることを「缶詰になる」というが、これはまさにそれを具現化したような道具。巨大な缶詰の形をした道具で、中は圧縮空間となっており仕事に必要な道具がそろっている。
「カンヅメカンでまんがを」では、一度入って蓋をしてしまうと内側からは二度と開かなくなり、開けるのには専用の巨大缶切りが必要とされていた。後に描かれた「ジャイ子の新作まんが」でジャイ子が使用した際は「仕事が終わるまで開かない」という仕様になっており（このとき、外から開けたという描写はされていなかったが、空いたときの上蓋は、外側から缶切りを突っ込んで開けたとしか思えないように変形している）、それだけでなく「缶詰の中の時間の流れは外より早く、中で1日過ごしても外では1時間しか経過しない」と説明されている。

## かんにんぶくろ
かんにんぶくろは、「ハッピーバースデイ・ジャイアン」（てんとう虫コミックス23巻に収録）に登場する。
袋型の道具。腹が立ったときにこの袋に息を吹き込むと腹立ちが消える。吹き込める量には限界があり、それを超えて吹き込むと破裂する（破裂するとどうなるかは原作中では描かれていない。テレビアニメ第2作第2期では、大爆発を起こした）ため、扱いには少し注意が必要。